# Maasgouw
Maasgouw (limburgisch Maasgoew) ist eine Gemeinde in der niederländischen Provinz Limburg. Sie ist aus dem mit Wirkung zum 1. Januar 2007 vollzogenen Zusammenschluss der bisherigen Gemeinden Heel, Maasbracht und Thorn entstanden. Auf ihrem 5812 Hektar großen Gemeindegebiet lebten am 1. Januar 2025 24.501 Einwohner.

## Gemeindegliederung
Die Gemeinde besteht aus zehn Ortskernen. Die Bevölkerung verteilt sich wie folgt auf die Ortsteile (in Klammern die Einwohnerzahlen vom 1. Januar 2024):
- Beegden (1.885)
- Heel en Panheel (4.570)
- Linne (3.855)
- Maasbracht en Brachterbeek (7.025)
- Ohé en Laak (840)
- Stevensweert (1.745)
- Thorn (2.480)
- Wessem (2.000)

### Thorn
Der Ortsteil Thorn soll bereits um Christi Geburt entstanden sein. Die Eburonen hätten dort einen dem Gott Thor geweihten Tempel gehabt, der dem Ort seinen Namen verliehen habe. Thorn wurde 1521 als Reichsstift Thorn in die Reichsmatrikel des Heiligen Römischen Reiches aufgenommen. Es war ein adliges, reichsunmittelbares Damenstift, eine Art Kloster, dessen Angehörige aber kein Gelübde ablegten. Die Stiftsdamen brauchten also nicht all ihren Besitz dem Stift zu schenken und konnten die Gemeinschaft ohne weiteres wieder verlassen. Das Reichsstift, welches selber Recht sprechen und Münzen prägen durfte, bestand, bis es 1794 von französischen Truppen erobert und aufgelöst wurde.

### Stevensweert

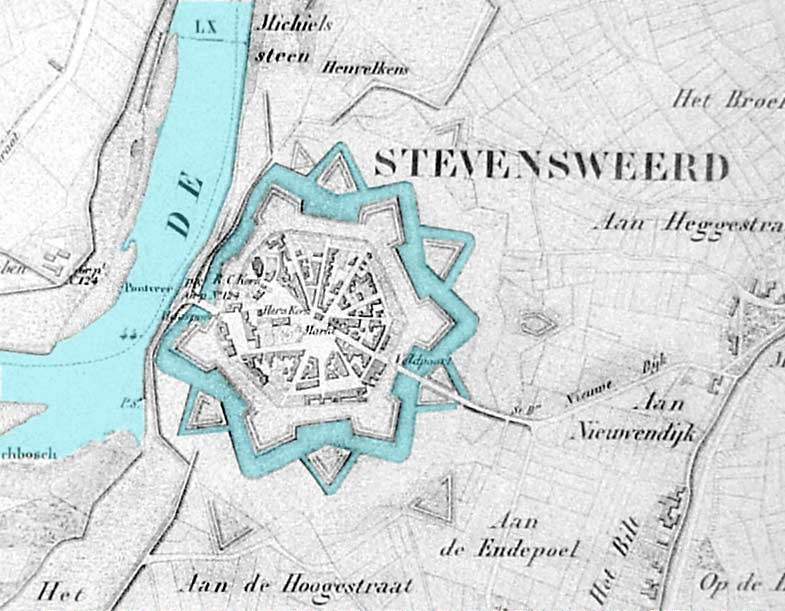
Stevensweert 1850

Stevensweert ist ein im Achtzigjährigen Krieg von den Spaniern 1633 zur Festung ausgebauter Ort. Der Festungsbau sollte eine drohende Blockade der Schifffahrt auf der Maas verhindern, nachdem 1632 Friedrich Heinrich die umliegenden Städte erobert hatte. Der Ort blieb infolge des Westfälischen Friedens spanisch. Er wurde im Oktober 1702 von den Niederländern unter Graf Jaques-Louis de Noyelles im Spanischen Erbfolgekrieg eingenommen und 1715 annektiert. Im 19. Jahrhundert schleifte man die Festungsanlagen. Die Festungswälle wurden teilweise wieder restauriert.

### Wessem
Wessem wurde 965 im Testament von Bischof Brun von Köln erstmals schriftlich erwähnt als Wishem. Es besaß 1118 ein Zollrecht für Maasschiffer und einen Hafen. Im 18. Jahrhundert verfiel es zu einem Bauerndorf. Die alte Kirche wurde 1944 zerbombt.

## Politik

### Sitzverteilung im Gemeinderat
Der Gemeinderat wird seit der Gemeindegründung folgendermaßen gebildet:
| Partei                          | Sitze | Sitze | Sitze | Sitze | Sitze |
| Partei                          | 2006  | 2010  | 2014  | 2018  | 2022  |
| ------------------------------- | ----- | ----- | ----- | ----- | ----- |
| Lokaal Belang                   | 6     | 7     | 7     | 7     | 8     |
| Lokaal Voor Maasgouw a          | –     | –     | –     | –     | 3     |
| CDA                             | 8     | 7     | 5     | 5     | 3     |
| VVD                             | 2     | 3     | 4     | 2     | 3     |
| Nieuw Links Maasgouw            | –     | –     | –     | 2     | 1     |
| D66                             | –     | –     | –     | –     | 1     |
| Liberale Volkspartij Maasgouw a | –     | –     | –     | 2     | –     |
| Partij Welzijn Maasgouw a       | –     | –     | 1     | 1     | –     |
| 50PLUS                          | –     | –     | –     | 1     | –     |
| PvdA                            | 3     | 2     | 2     | –     | –     |
| Ouderen Politiek Actief         | –     | –     | 0     | –     | –     |
| Gesamt                          | 19    | 19    | 19    | 19    | 19    |

Anmerkungen

### Kollegium von Bürgermeister und Beigeordneten
Folgende Personen gehören zum Kollegium:
Bürgermeister
- Dion Schneider (VVD) (Amtsantritt: 12. Juli 2023)[1]

Beigeordnete
- Johan Lalieu (Lokaal Belang)
- Tim Snijckers (CDA)
- Math Wilms (Lokaal Belang)
- Carla Peters (VVD)

Gemeindesekretär
- Wim Ploeg

## Sehenswürdigkeiten
- Das „weiße Städtchen“ Thorn mit seinen weiß getünchten Häuschen und seinem kunstvoll verlegten Kopf- und Kieselsteinpflastern ist ein bekanntes Ausflugsziel.
- Ohé en Laak und Linne liegen inmitten einiger kleiner Naturschutzgebiete an der Maas. In Ohé en Laak befindet sich mit dem Kastell Hasselholt ein Herrenhaus aus dem Jahre 1548, das jedoch nicht besichtigt werden kann. In der Linnerweerd, einer Auenlandschaft, gibt es Bestände des in den Niederlanden stark bedrohten Kammmolches sowie der roten Lichtnelke.[6]
- Sowohl Stevensweert als auch Wessem verfügen noch über einen nennenswerten Bestand an  Häusern aus dem 18. und frühen 19. Jahrhundert.
- Die Maasplassen bieten viele Wassersportmöglichkeiten, so finden befinden sich im Gemeindegebiet alleine sechs Jachthäfen mit insgesamt über 2.500 Liegeplätzen.

## Galerie

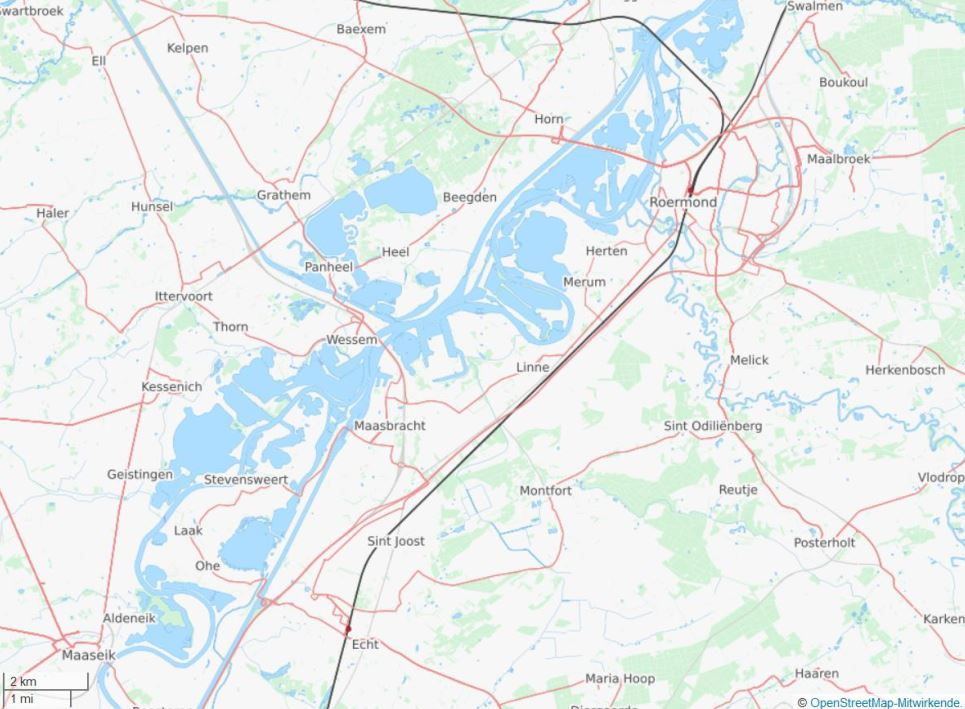
Maasgouw an der Maas und an den Maasseen
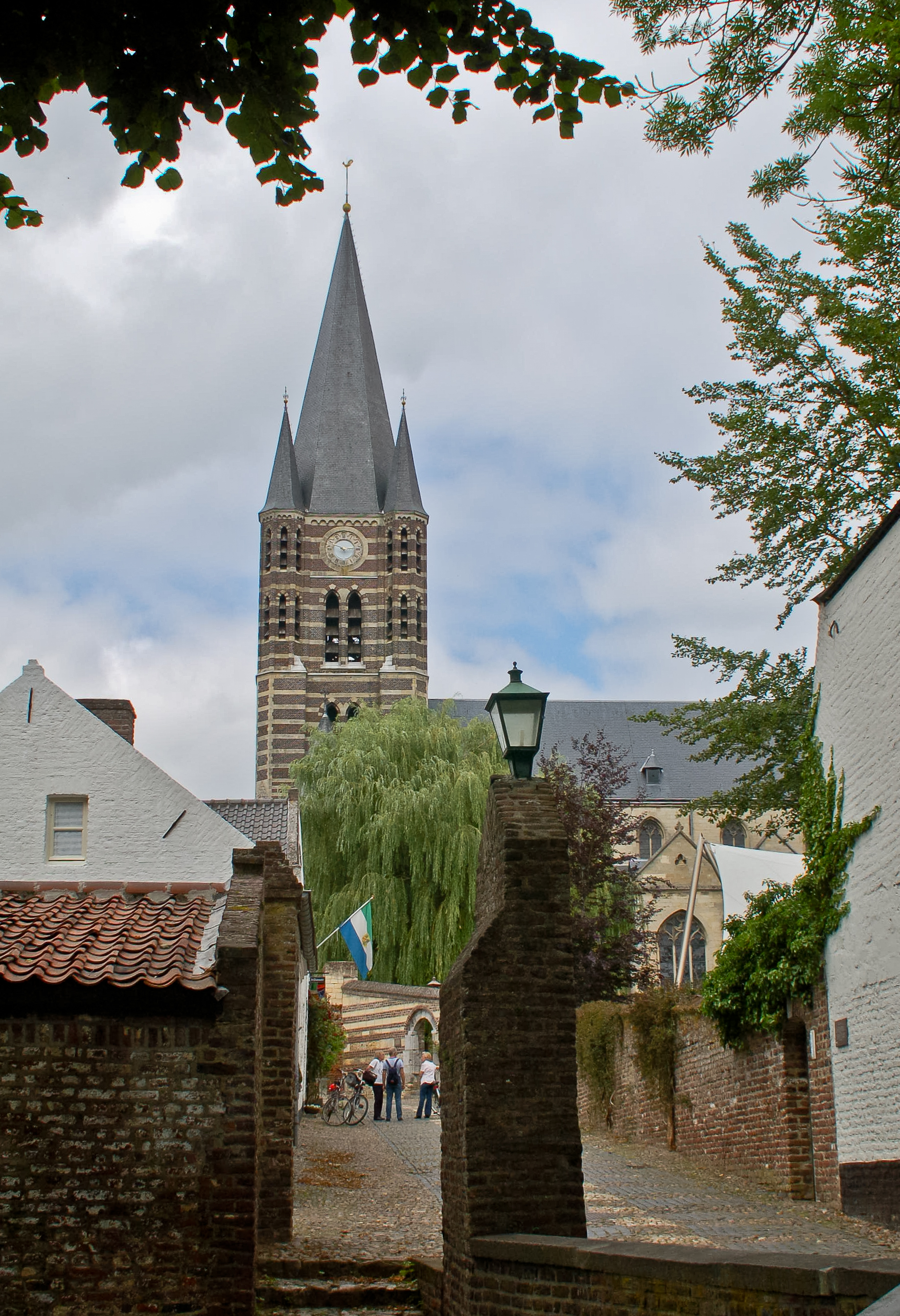
In Thorn
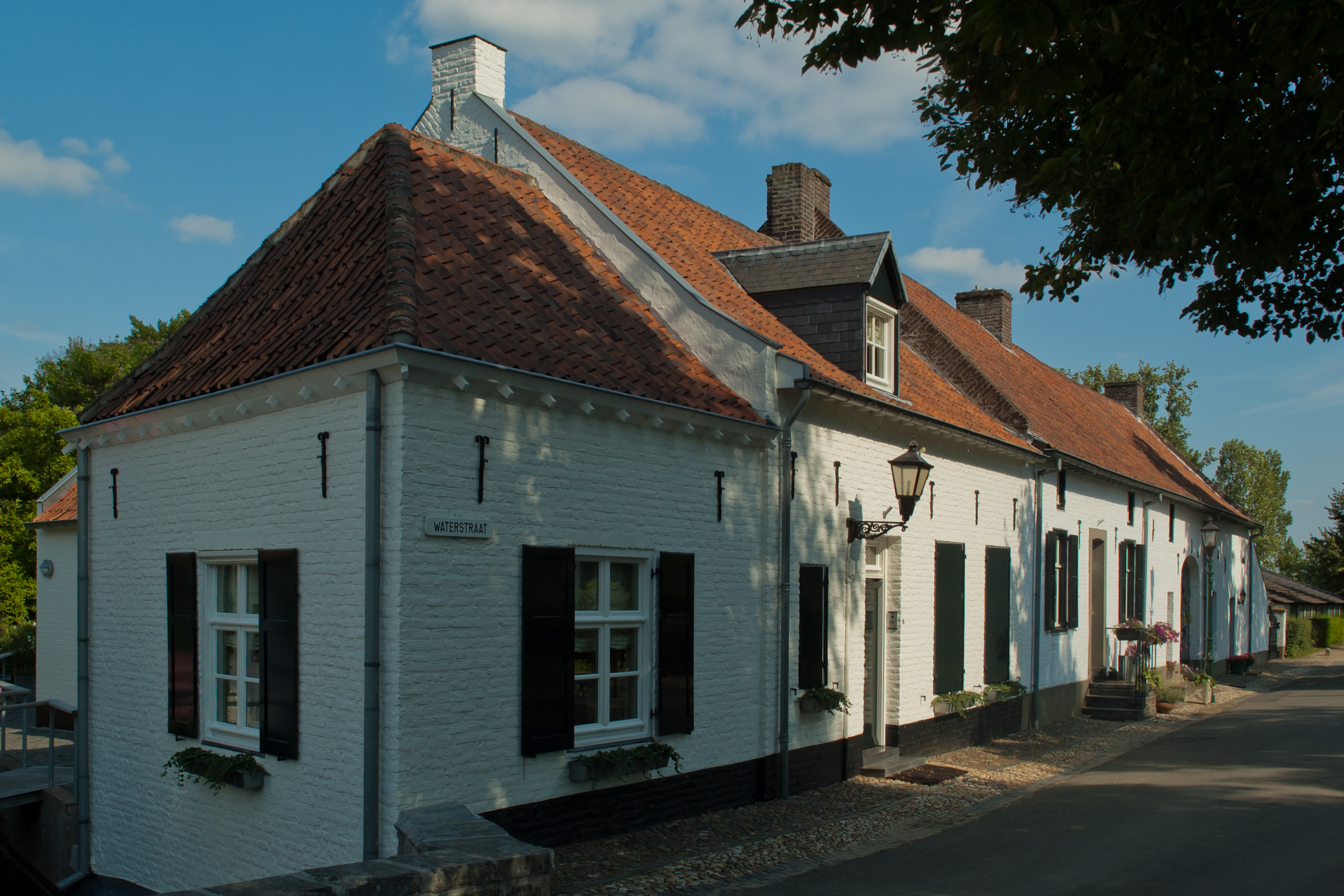
Thorn, Waterstraat
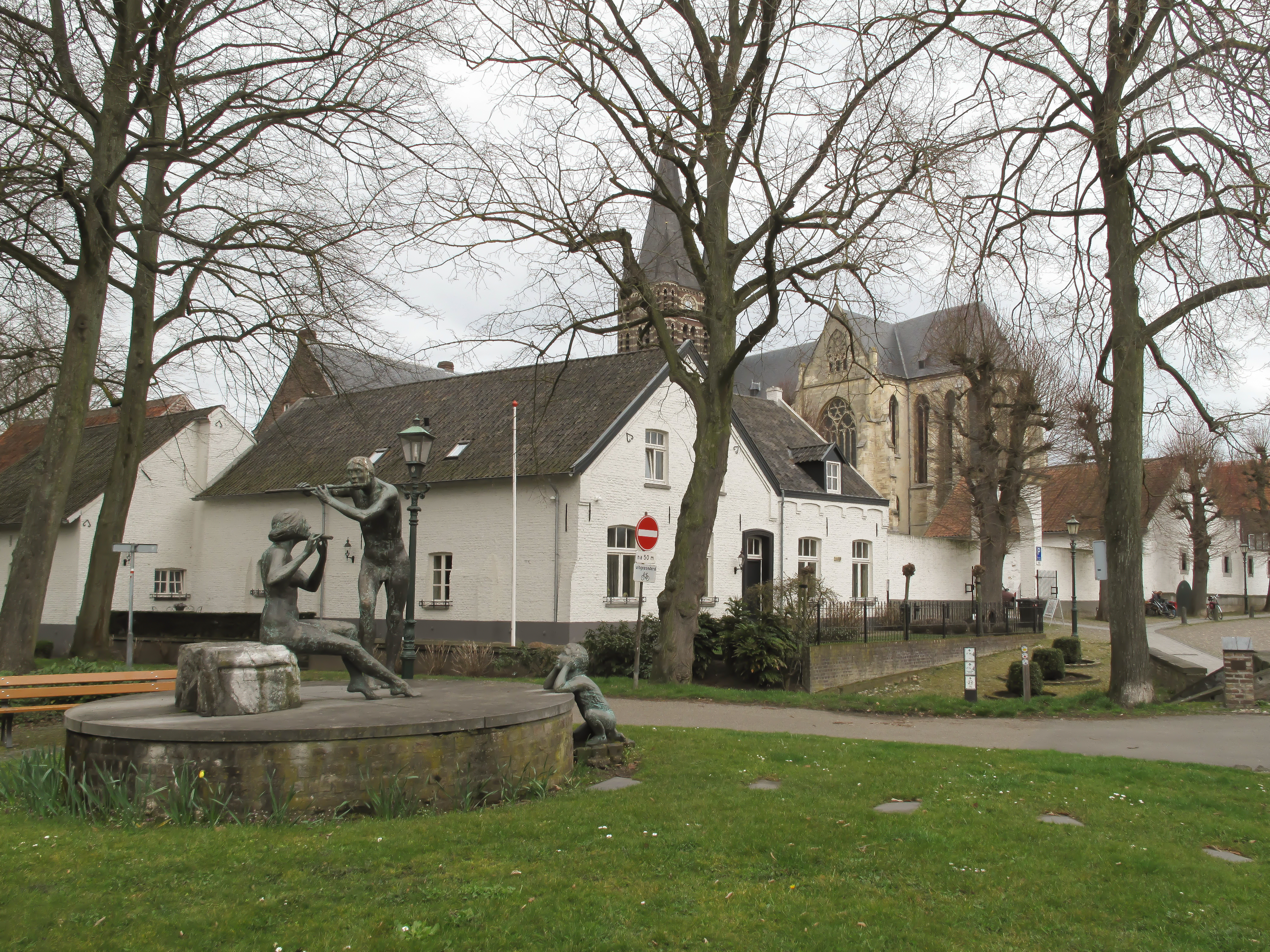
Skulptur mit Kirche (de Sint Michaëlkerk) in Thorn
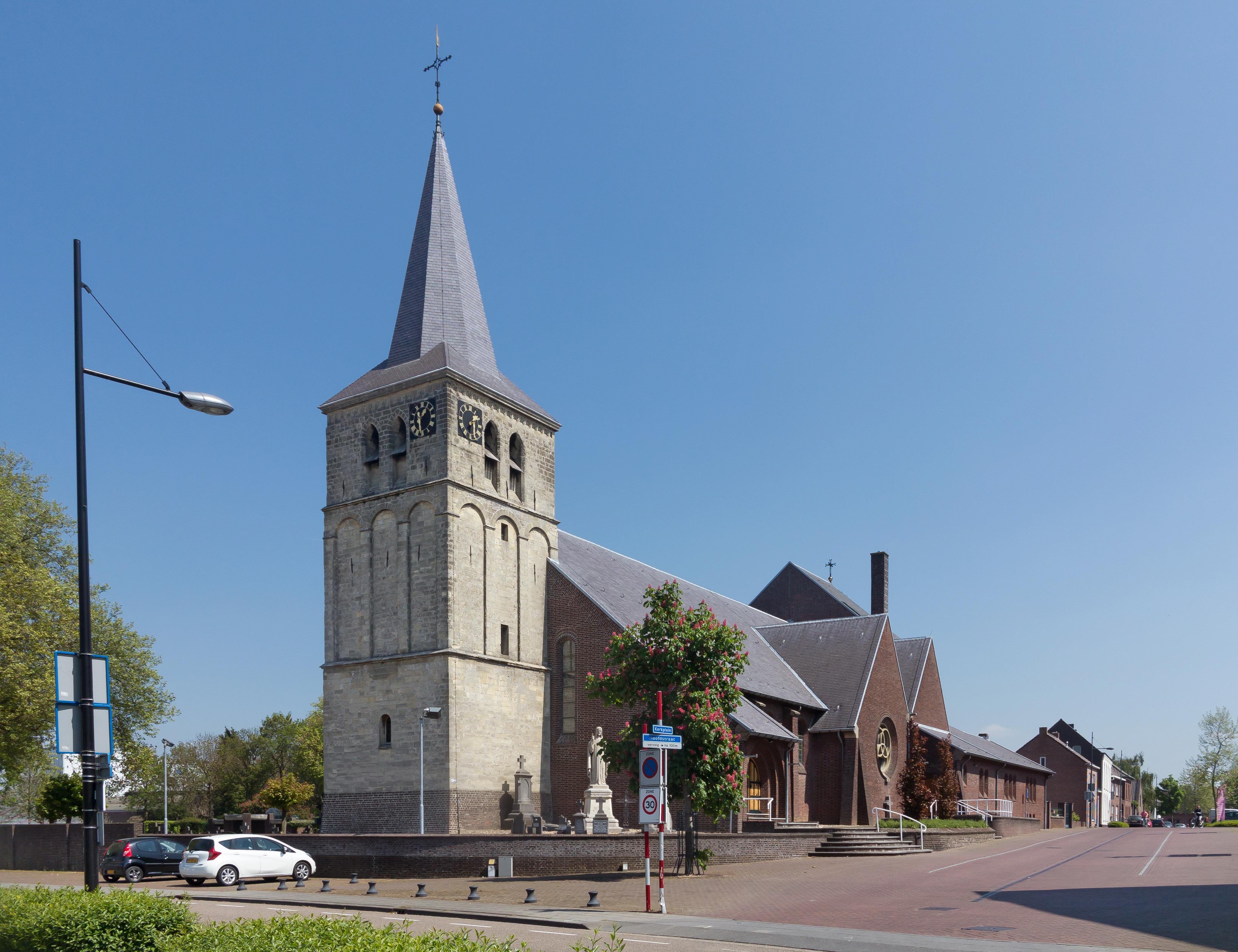
Maasbracht, Kirche: de Sint-Gertrudiskerk
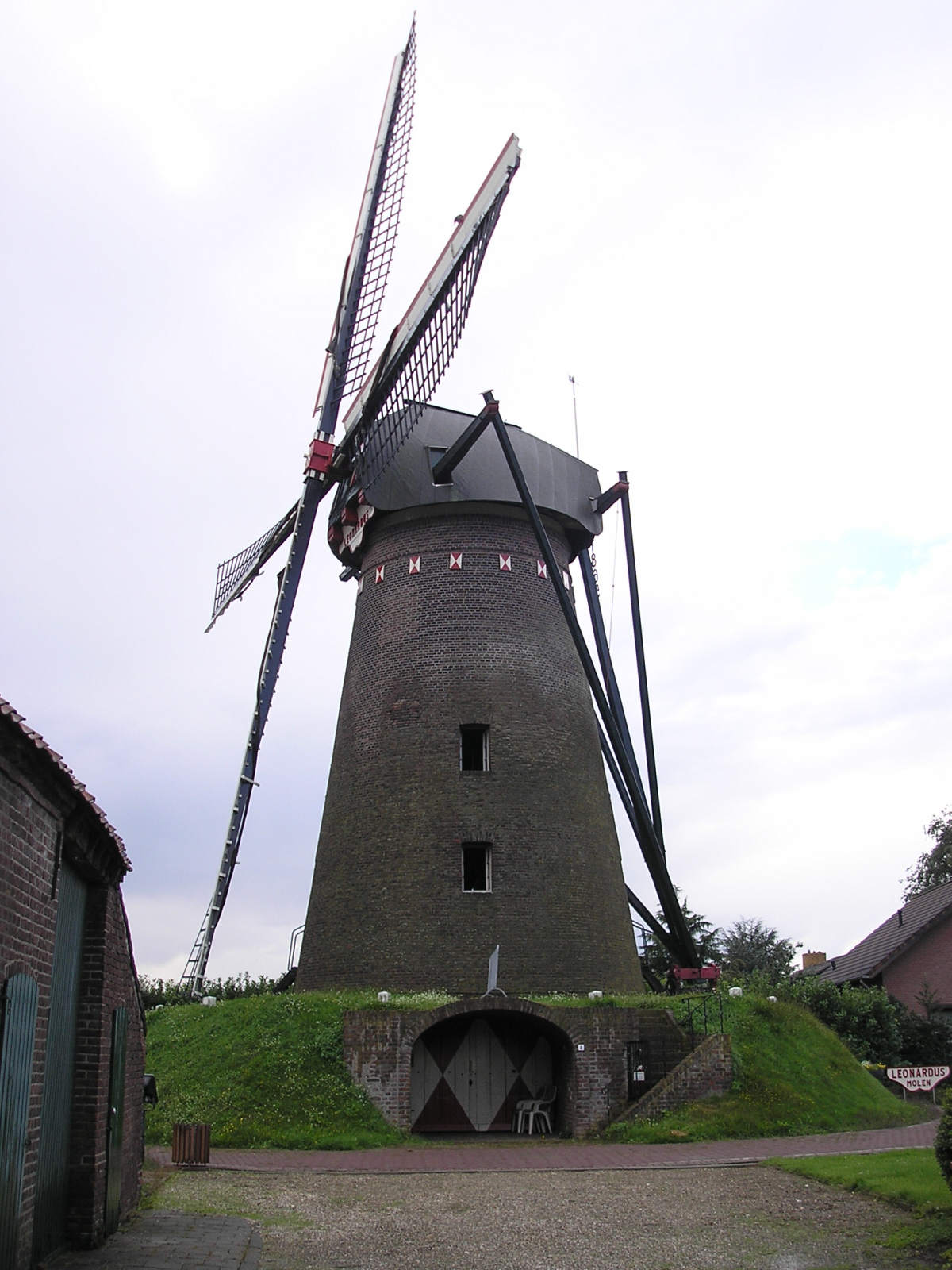
Die Leonardismühle in Maasbracht
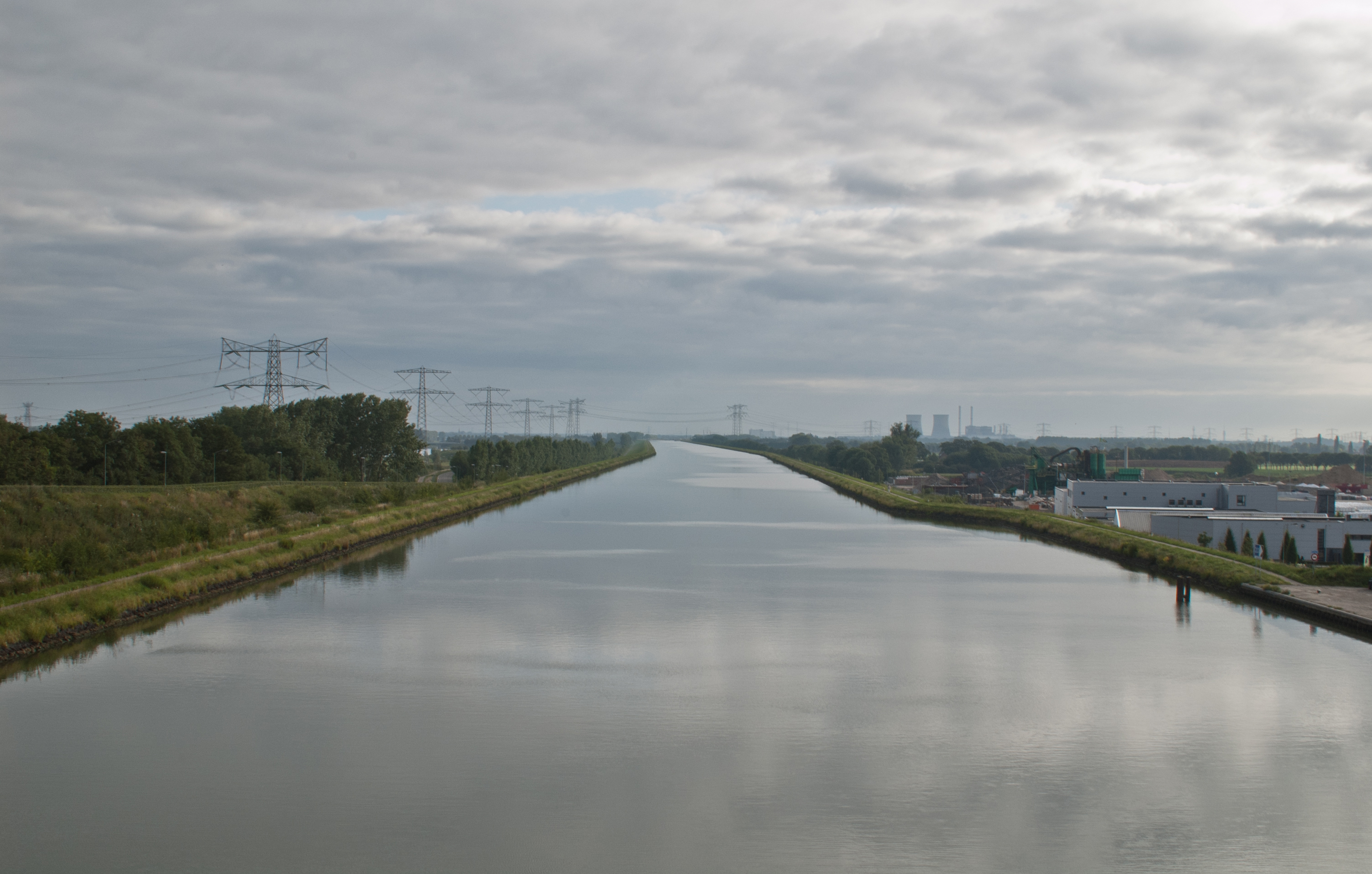
Der Julianakanal zwischen Ohé en Laak und Echt, im Hintergrund die Clauscentrale in Maasbracht
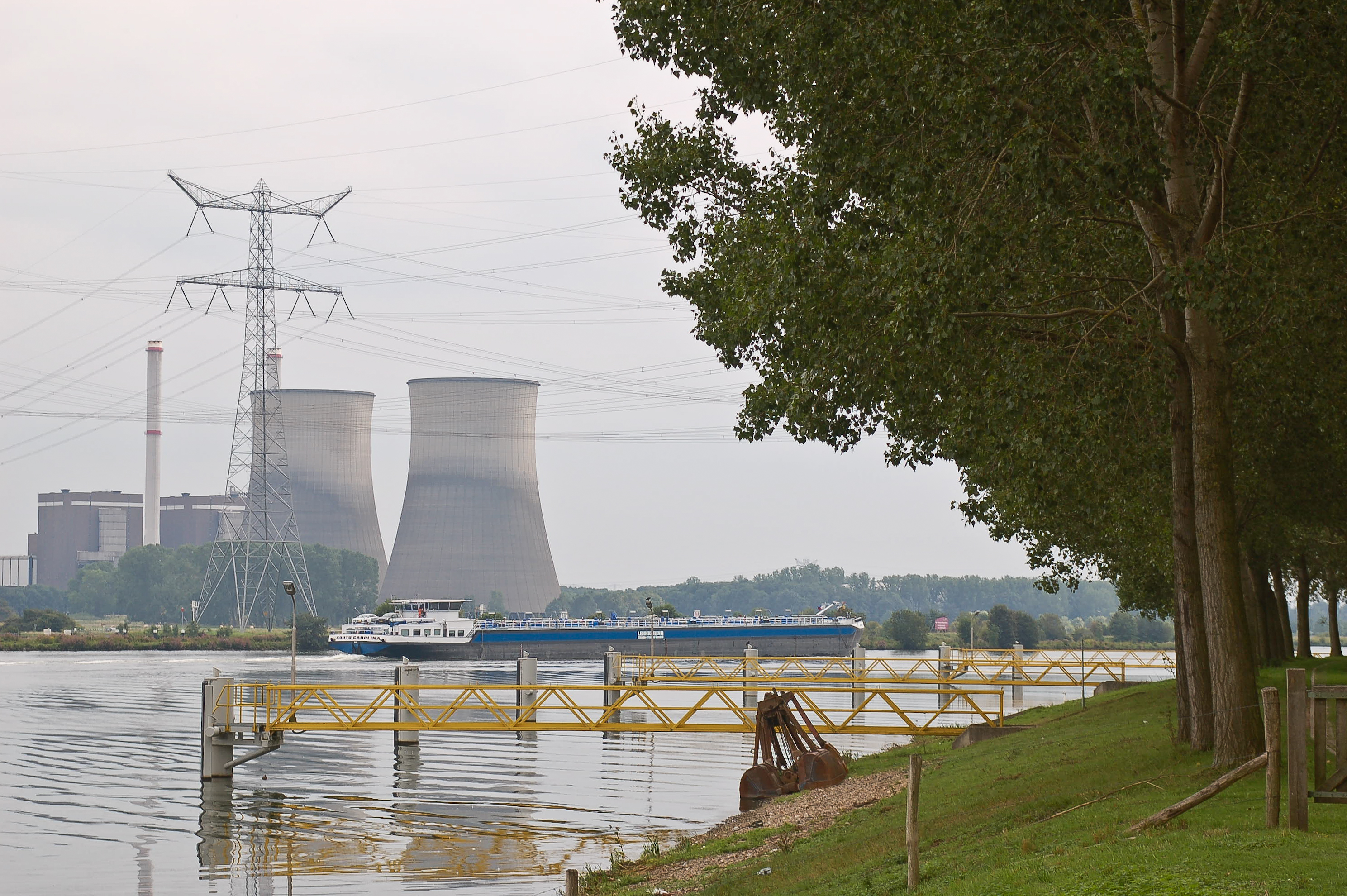
An der Maas zwischen Heel und Maasbracht, im Hintergrund die Clauscentrale in Maasbracht
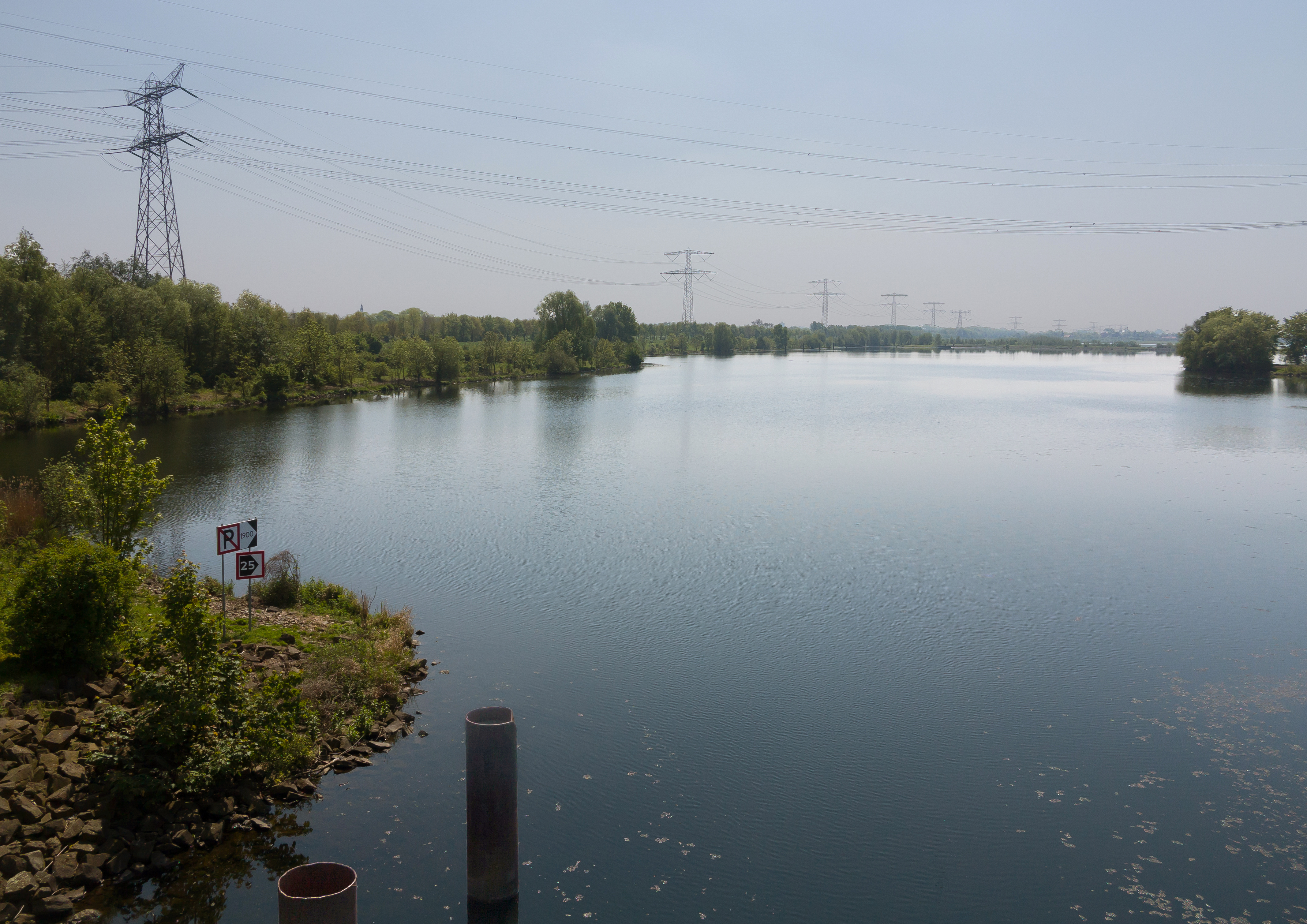
Bei Stevensweert, Fluss; de Oude Maas
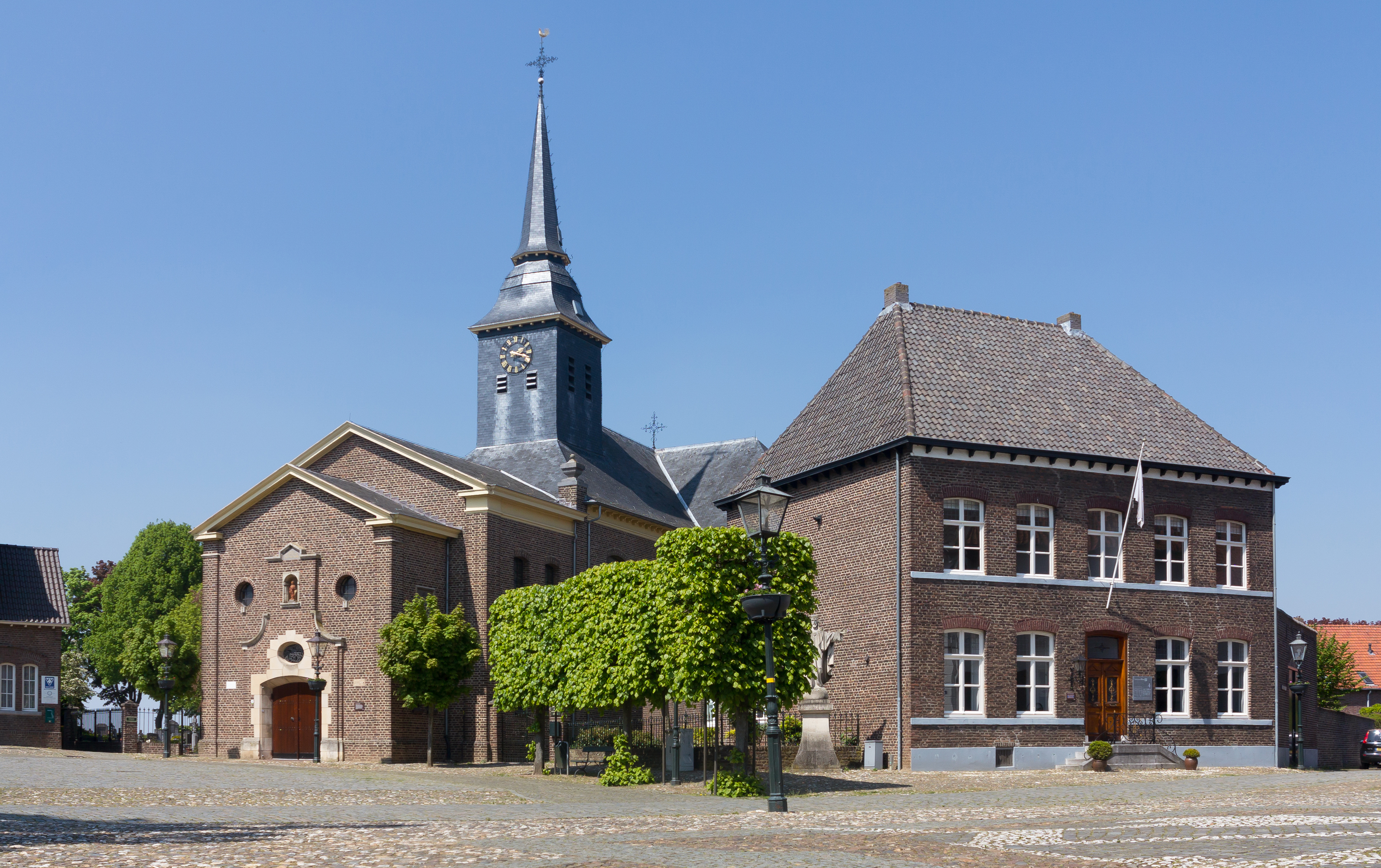
Stevensweert, Kirche (de Sint Stephanuskerk) und Presbyterium
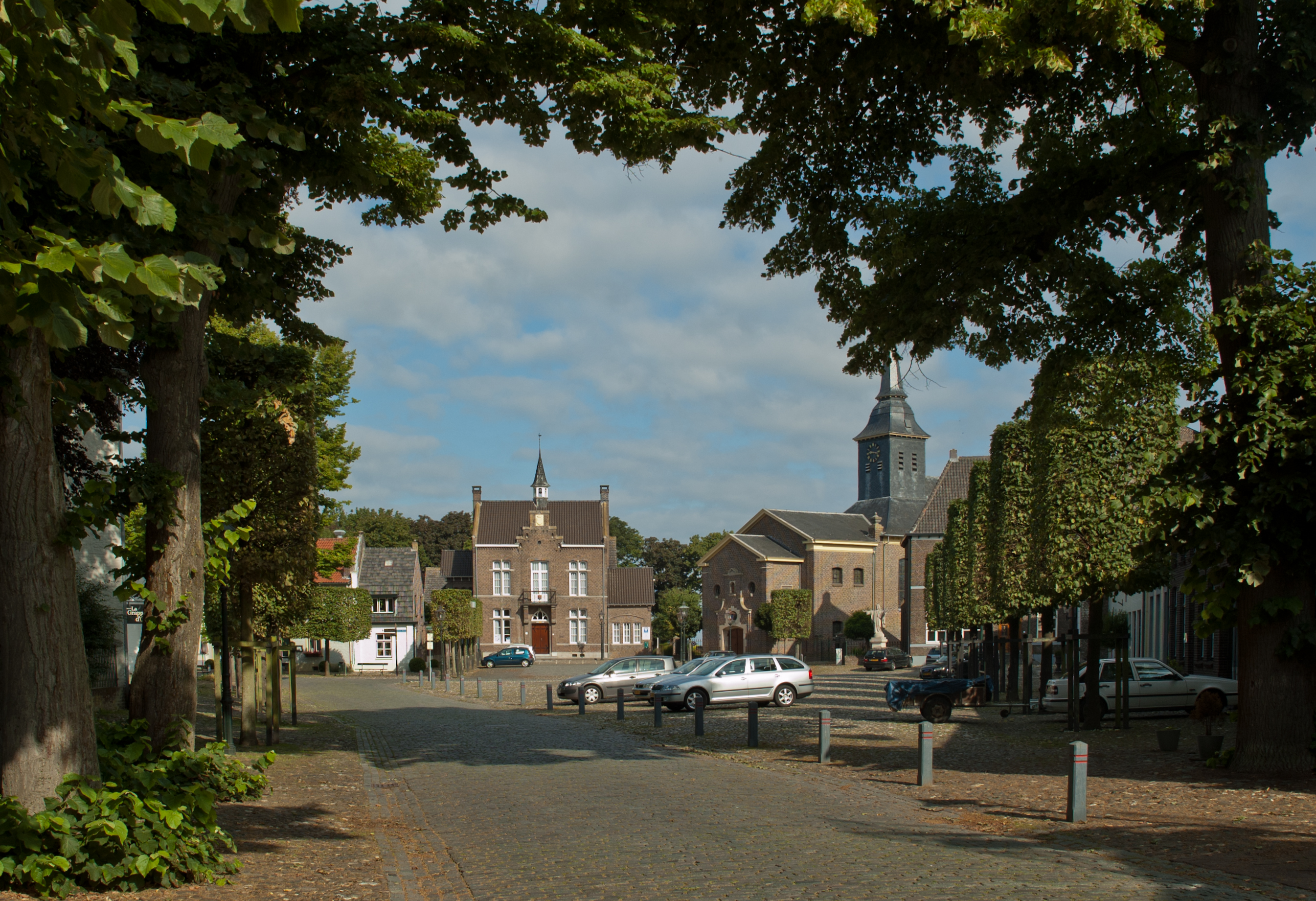
Der Jan-van-Steffesweert-Platz in Stevensweert
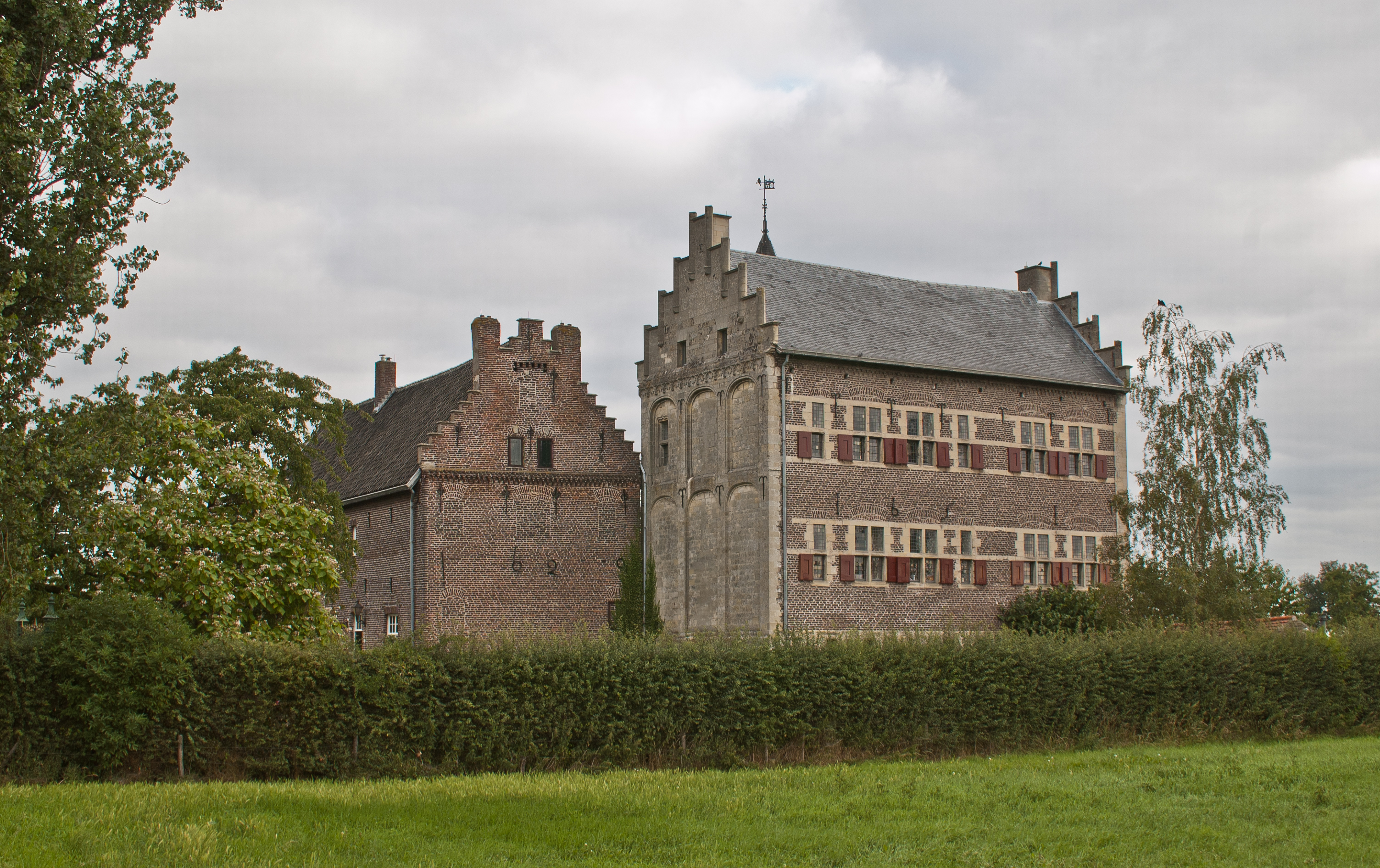
Das Kasteel Hasselholt in Ohé en Laak
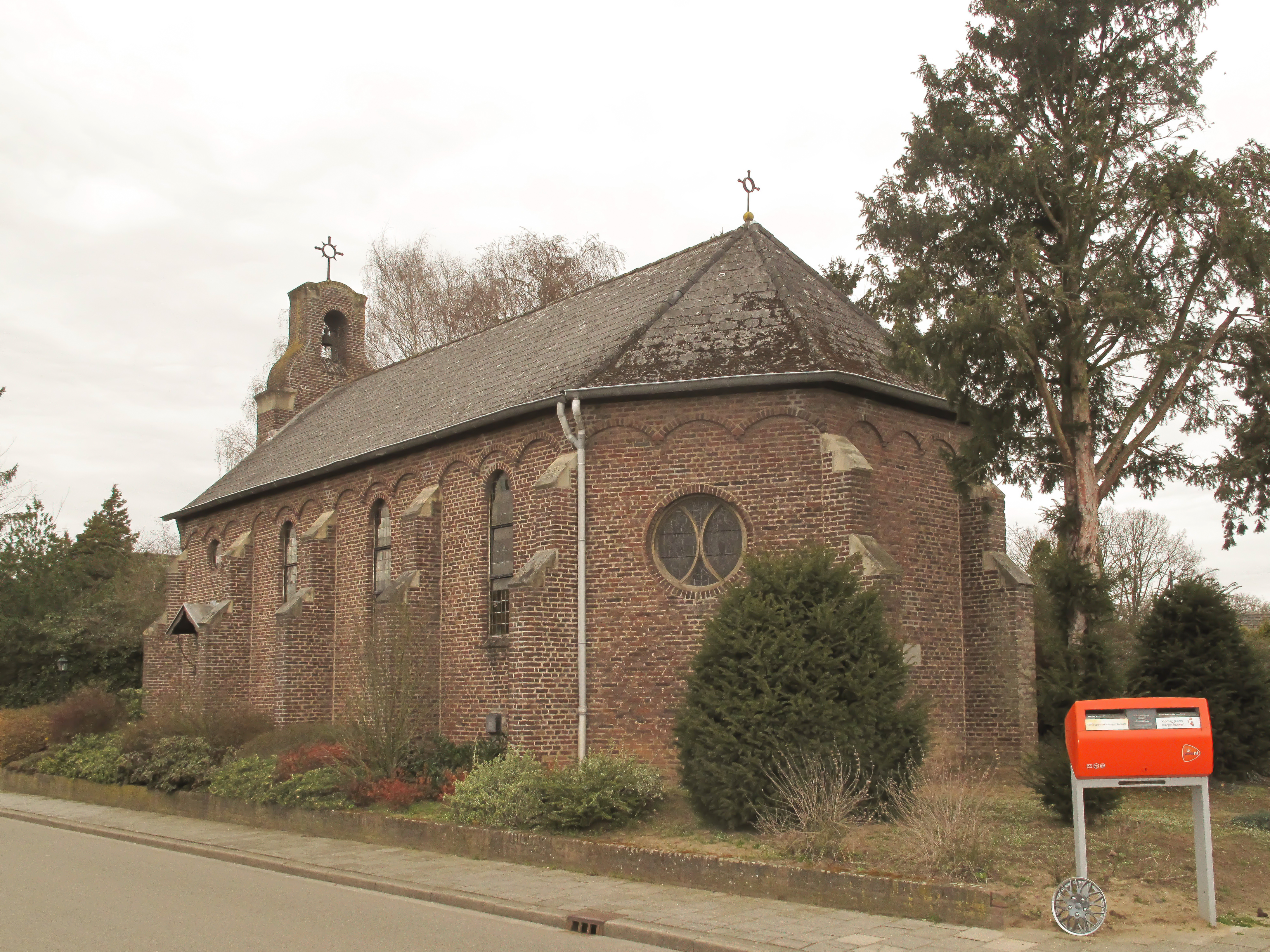
Kapelle (de Onze Lieve Vrouwe van 't Hartkapel) in Panheel
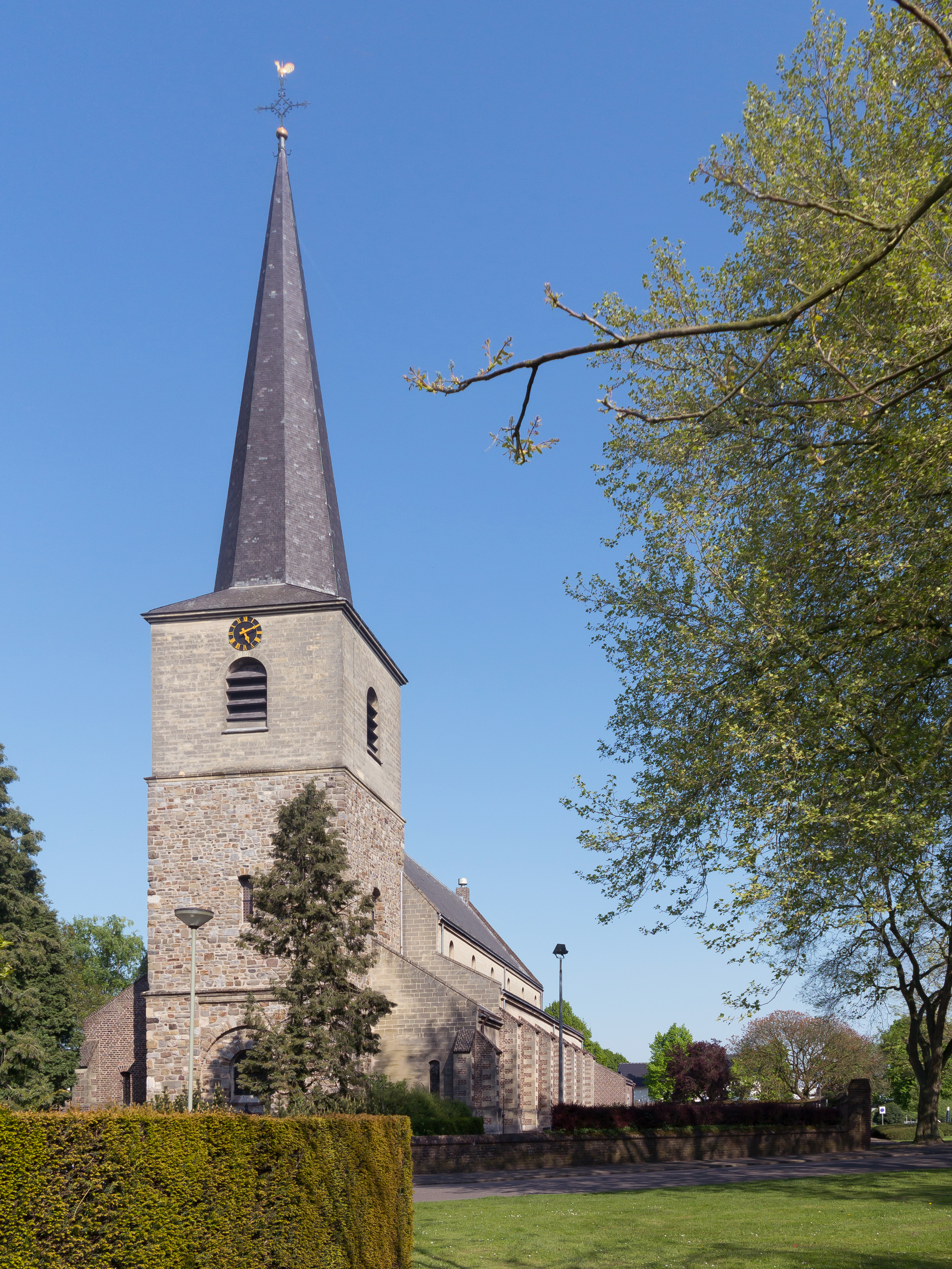
Wessem, Kirche: de Medarduskerk
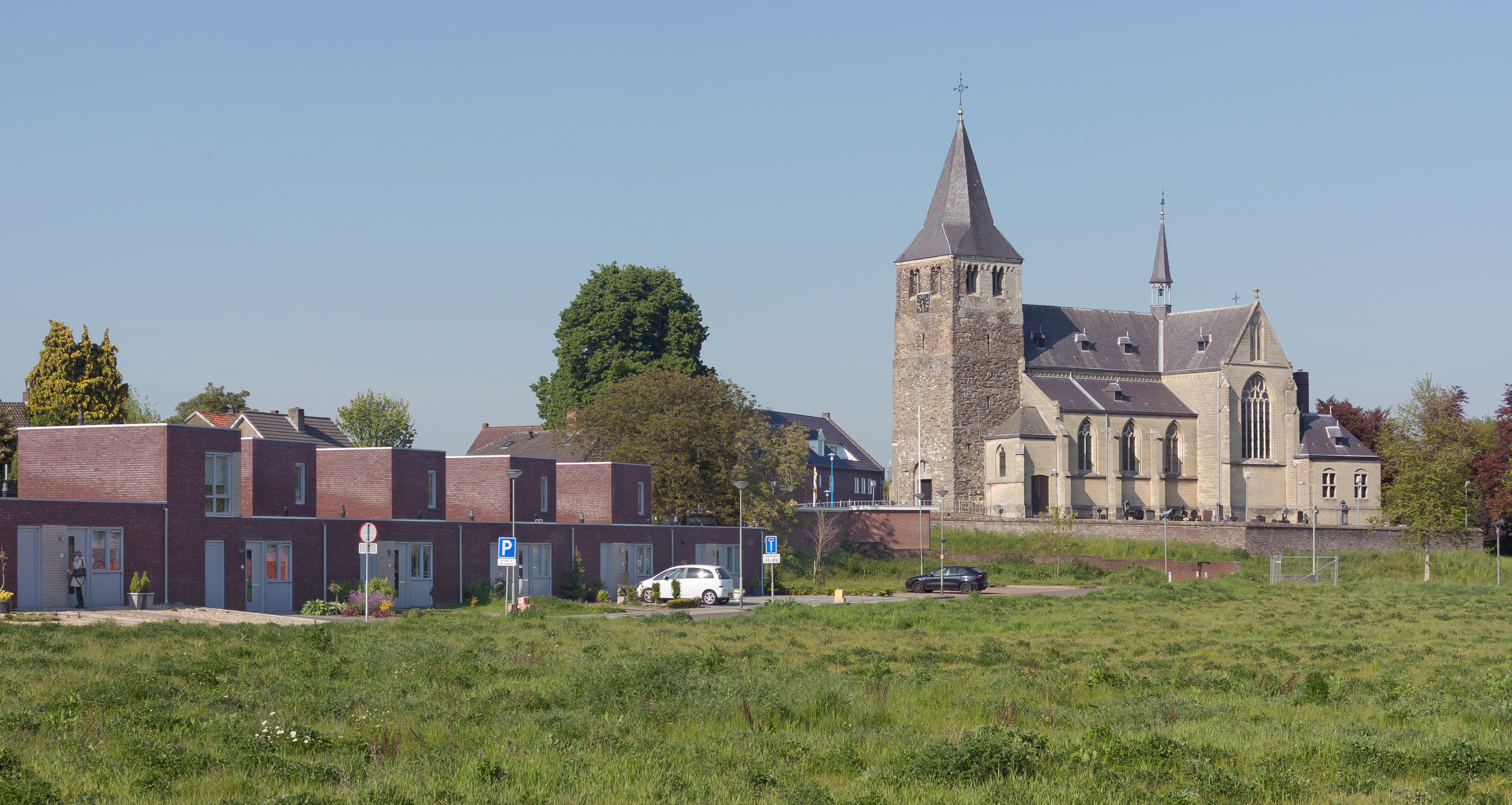
Heel, Kirche: de Sint-Stephanuskerk

## Wirtschaft

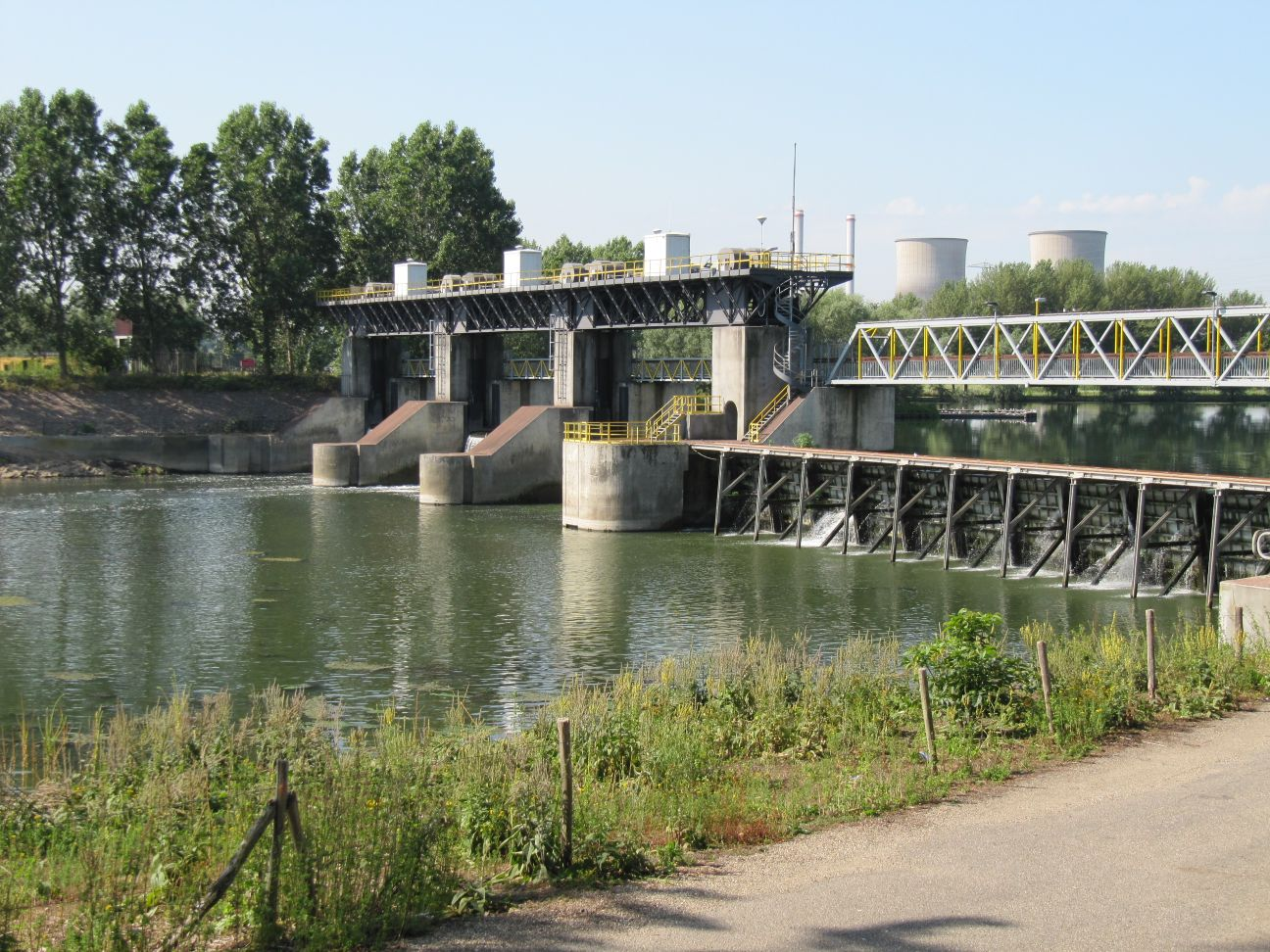
Maas-Stauwehr zwischen Linne und Heel, hinter dem mit Pappeln bestandenen Damm befindet sich das Wasserkraftwerk, ganz im Hintergrund die Kühltürme der Clauscentrale in Maasbracht

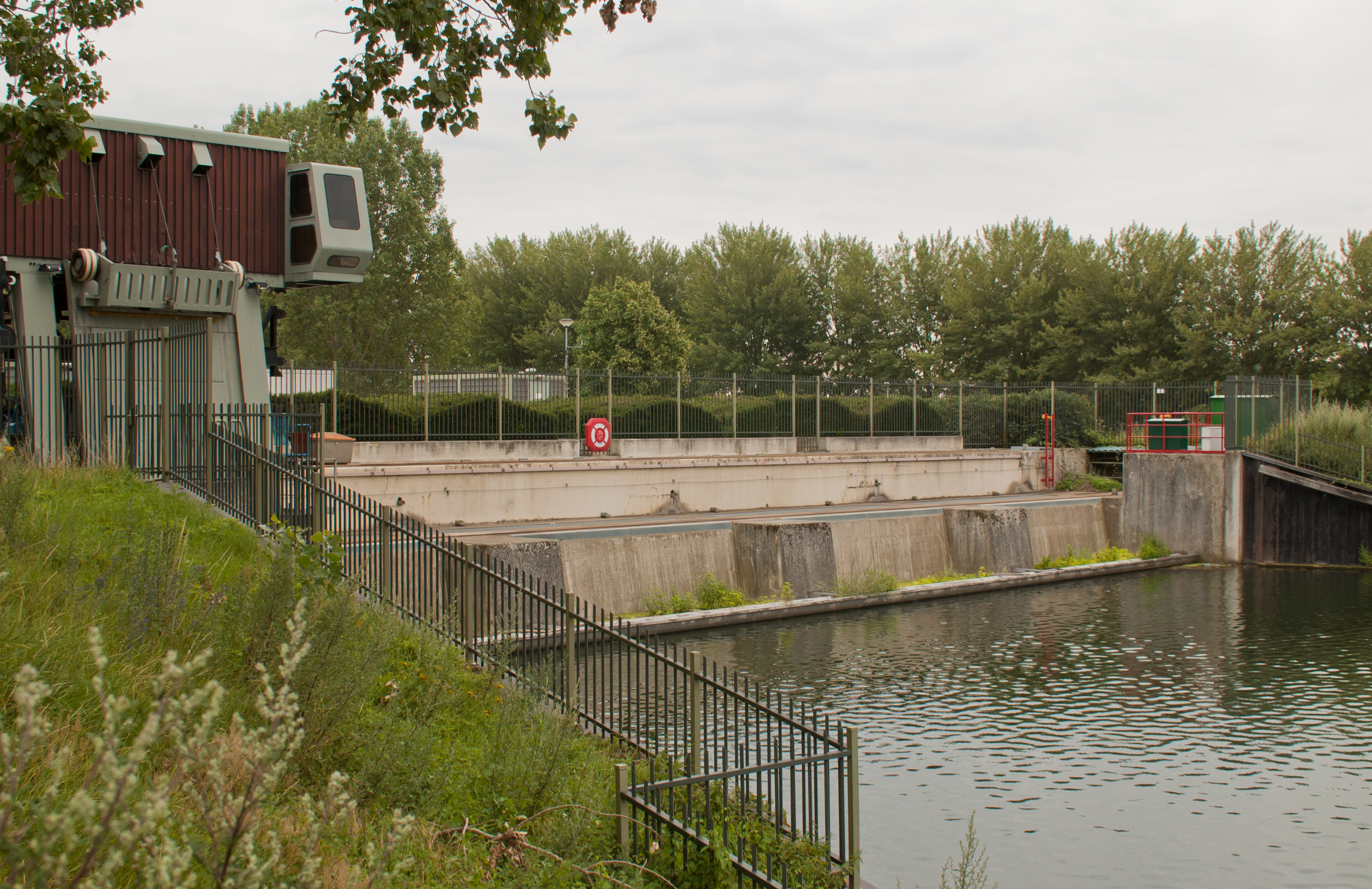
Das Wasserkraftwerk bei Linne von der Bergseite aus gesehen

In Maasbracht betreibt der Energieversorger Essent das weithin sichtbare Gaskraftwerk Clauscentrale sowie bei Linne in der Maas ein mit Stauwehr und Fischtreppe verbundenes Wasserkraftwerk.